# Rantsila
Rantsila (švédsky dříve uváděna jako Frantsila) je bývalá obec v provincii Severní Pohjanmaa. Počet obyvatel obce byl před sloučením asi 2000, rozloha 746,64 km². Hustota zalidnění byla pak 7,5 obyv./km².
Obec byla jednotně finskojazyčná.
Na počátku roku 2009 se sloučila s Kestilä, Piippolou a Pulkkila do nové obce Siikalatva.

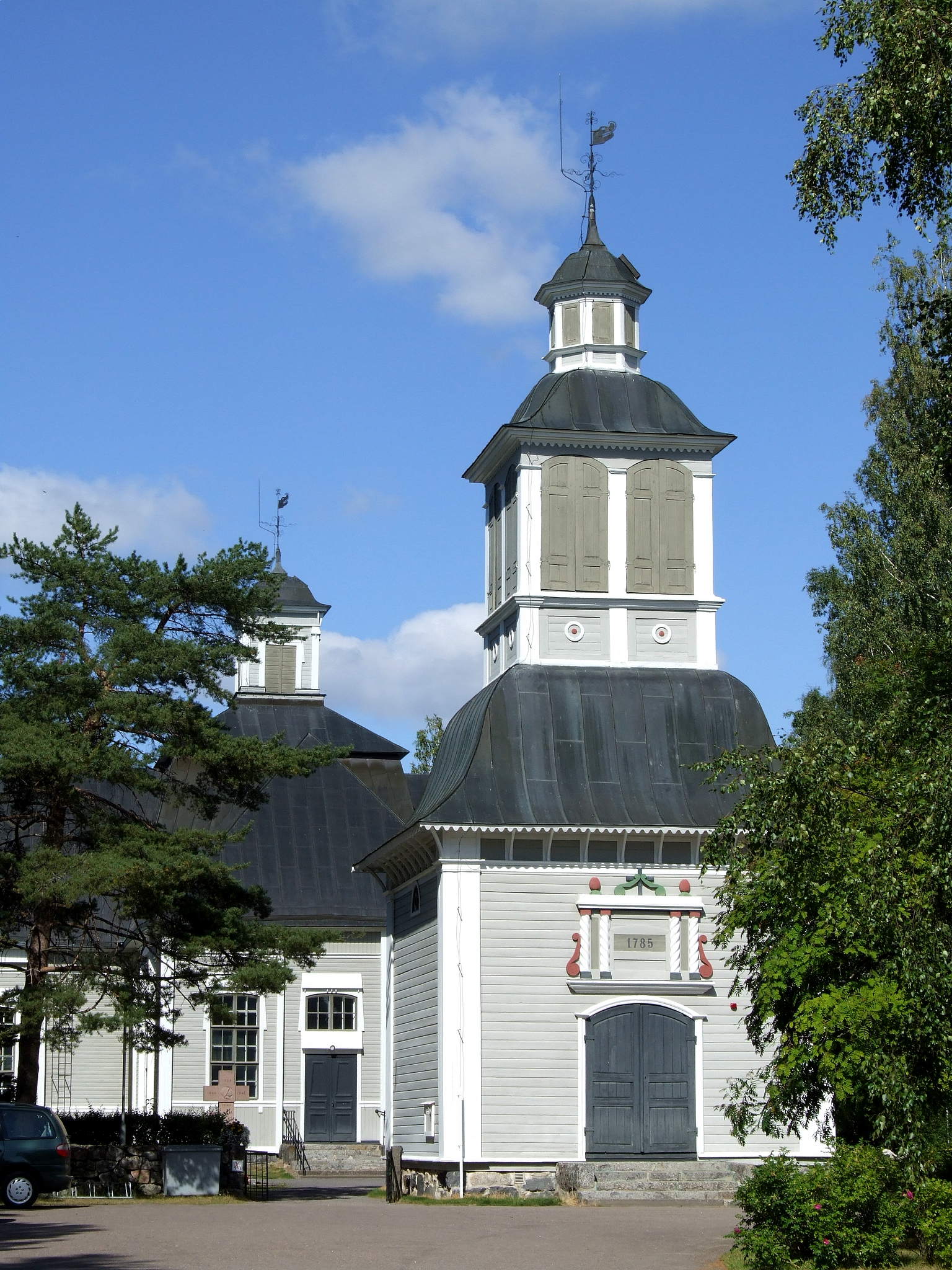
Kostel v Rantsile

Během finské války (1808–1809) se na území dnešní Rantsily u vesnice Kerälä odehrála poslední bitva mezi švédskou a ruskou armádou na území Finska.

## Vesnice
Kerälä, Mankila, Rantsila, Savaloja, Sipola